# Ceiba Nueva
Ceiba Nueva är en ort i Mexiko.   Den ligger i kommunen Citlaltépetl och delstaten Veracruz, i den sydöstra delen av landet, 250 km nordost om huvudstaden Mexico City. Ceiba Nueva ligger 135 meter över havet och antalet invånare är 301.
Terrängen runt Ceiba Nueva är platt åt nordväst, men åt sydost är den kuperad. Runt Ceiba Nueva är det ganska glesbefolkat, med 43 invånare per kvadratkilometer. Närmaste större samhälle är Zaragoza, 19,2 km sydost om Ceiba Nueva. Omgivningarna runt Ceiba Nueva är en mosaik av jordbruksmark och naturlig växtlighet.